# NGC 6585
NGC 6585 is een spiraalvormig sterrenstelsel in het sterrenbeeld Hercules. Het hemelobject werd op 25 mei 1887 ontdekt door de Amerikaanse astronoom Edward D. Swift.

## Synoniemen
- UGC 11159
- MCG 7-37-24
- ZWG 227.20
- IRAS 18107+3937
- PGC 61553